# Blackfellow Falls
Blackfellow Falls – wodospad położony w Australii (Queensland), w parku narodowym Queen Mary's Falls, na rzece Blackfellow Creek, wysokości 105 metrów i średniej szerokości 9 metrów.